# Palácio Beltrão

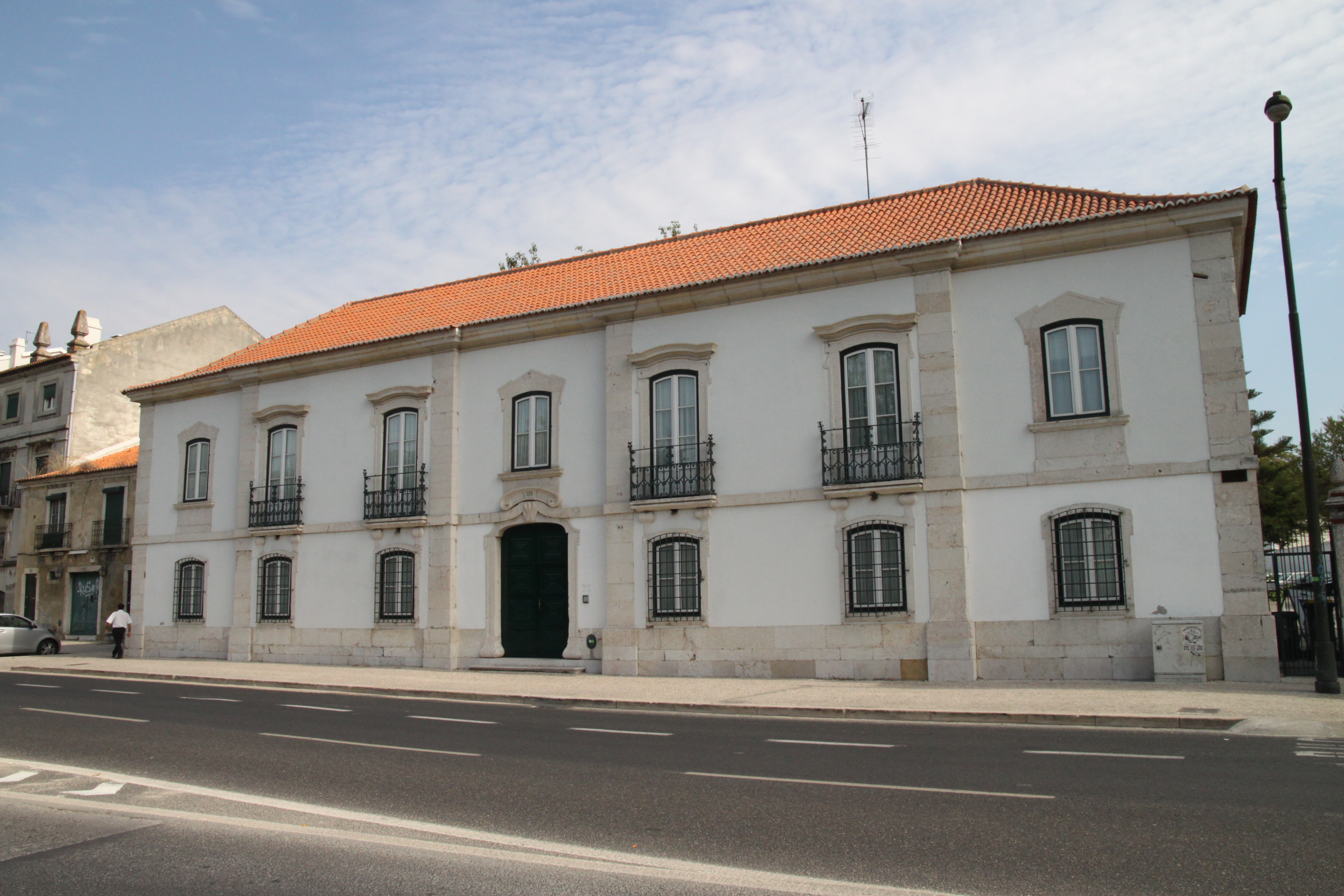
Palácio Beltrão

Der Palácio Beltrão ist ein ehemaliger Adelspalast im nördlichen Zentrum der portugiesischen Hauptstadt Lissabon.
Er wurde Mitte des 18. Jahrhunderts am Campo Grande errichtet.